# 26. ročník udílení Nickelodeon Kids' Choice Awards
26. ročník Nickelodeon Kids' Choice Awards se konal 23. března 2013 v Galen Center v Los Angeles. Moderátorem večera byl herec Josh Duhamel. V průběhu večera vystoupil rapper Pitbull se zpěvačkou Christinou Aguilerou a Kesha. Online hlasování bylo zahájeno 14. února 2013.

## Moderátoři a vystupující

### Moderátoři
- Josh Duhamel
- Daniella Monet a obsazení Nick Studio 10 (Před-show)

### Hudební vystoupení
- Pitbull a Christina Aguilera – "Feel This Moment"
- Ke$ha - "We R Who We R" / "C'Mon"

### Vystupující
- Big Time Rush
- Sandra Bullock
- Steve Carell
- Miranda Cosgroveová
- Kaley Cuoco
- Gabby Douglas
- Ariana Grande
- Lucy Hale
- Neil Patrick Harris
- Zachary Gordon
- Dwight Howard
- Logan Lerman
- Jennette McCurdy
- Obsazení See Dad Run
- Cory Monteith
- Kevin Hart
- Jaden Smith
- Lucas Cruikshank
- Ashley Tisdale
- Jessica Alba
- Kristen Wiigová

## Vítězové a nominovaní

### Film

#### Nejoblíbenější film
- Amazing Spider-Man
- Avengers
- Deník malého poseroutky 3
- Hunger Games

#### Nejoblíbenější filmový herec
- Johnny Depp (Temné stíny)
- Andrew Garfield (Amazing Spider-Man)
- Zachary Gordon (Deník malého poseroutky 3)
- Will Smith (Muži v černém 3)

#### Nejoblíbenější filmová herečka
- Vanessa Hudgens (Cesta na tajuplný ostrov 2)
- Scarlett Johansson (Avengers)
- Jennifer Lawrenceová (Hunger Games)
- Kristen Stewart (Twilight sága: Rozbřesk – 2. část)

#### Nejoblíbenější animovaný film
- Rebelka
- Doba ledová 4: Země v pohybu
- Madagaskar 3
- Raubíř Ralf

#### Nejoblíbenější hlas z animovaného filmu
- Chris Rock jako Marty (Madagaskar 3)
- Adam Sandler jako Drákula (Hotel Transylvánie)
- Ben Stiller jako Alex (Madagaskar 3)
- Taylor Swift jako Audrey (Lorax)

#### Nejoblíbenější mužský buttkicker
- Robert Downey Jr. (Avengers)
- Andrew Garfield (Amazing Spider-Man)
- Chris Hemsworth (Avengers)
- Dwayne Johnson (Cesta na tajuplný ostrov 2)

#### Nejoblíbenější ženský buttkicker
- Anne Hathawayová (Temný rytíř povstal)
- Scarlett Johansson (Avengers)
- Jennifer Lawrenceová (Hunger Games)
- Kristen Stewart (Sněhurka a lovec)

### Televize

#### Nejoblíbenější televizní seriál
- Hodně štěstí, Charlie
- iCarly
- V jako Victoria
- Kouzelníci z Waverly

#### Nejoblíbenější televizní herec
- Jake T. Austin (Kouzelníci z Waverly)
- Lucas Cruikshank (Marvin Marvin)
- Ross Lynch (Austin a Ally)
- Carlos Pena, Jr. (Big Time Rush)

#### Nejoblíbenější televizní herečka
- Miranda Cosgroveová (iCarly)
- Selena Gomez (Kouzelníci z Waverly)
- Victoria Justice (V jako Victoria)
- Bridgit Mendler (Hodně štěstí, Charlie)

#### Nejoblíbenější animovaný seriál
- Kouzelní kmotříčci
- Phineas a Ferb
- Griffinovi
- Spongebob v kalhotách

#### Nejoblíbenější reality-show
- Amerika má talent
- American Idol
- The Voice
- Drtivá porážka

### Hudba

#### Nejoblíbenější písnička
- "Call Me Maybe" - Carly Rae Jepsenová
- "Gangnam Style" - PSY
- "We Are Never Ever Getting Back Together" - Taylor Swift
- "What Makes You Beautiful" - One Direction

#### Nejoblíbenější hudební skupina
- Big Time Rush
- Bon Jovi
- Maroon 5
- One Direction

#### Nejoblíbenější zpěvák
- Justin Bieber
- Bruno Mars
- Blake Shelton
- Usher

#### Nejoblíbenější zpěvačka
- Adele
- Katy Perry
- P!nk
- Taylor Swift

### Sport

#### Nejoblíbenější sportovec
- LeBron James
- Michael Phelps
- Tim Tebow
- Shaun White

#### Nejoblíbenější sportovkyně
- Gabby Douglas
- Danica Patrick
- Serena Williams
- Venus Williams

### Další

#### Nejoblíbenější zloduch
- Reed Alexander (iCarly)
- Simon Cowell (X-Factor)
- Tom Hiddleston (Avengers)
- Julia Roberts (Sněhurka)

#### Nejoblíbenější kniha
- Deník malého poseroutky série
- Harry Potter série
- Hunger Games série
- Magic Tree House série

#### Nejoblíbenější aplikace
- Angry Birds
- Fruit Ninja
- Minecraft
- Temple Run

#### Nejoblíbenější videohra
- Just Dance 4
- Mario Kart 7
- Skylanders Giants
- Wii Sports